# Národní výbor (1916)
Národní výbor byla politická organizace, která sdružovala většinu českých politických stran zemí koruny české (s výjimkou České strany národně sociální). Tato organizace byla založena v roce 1916 společně s Českým svazem. Po státoprávním ohrazení a Manifestu českých spisovatelů se proti Národnímu výboru vytvořila opozice nesouhlasící s jeho loajálním postojem k rakousko-uherské vládě. Členové Národního výboru proto rezignovali a ten v červenci 1917 ukončil činnost.
Národní výbor byl znovuobnoven 13. července 1918. Jeho členové Alois Rašín, František Soukup, Jiří Stříbrný, Vavro Šrobár, Antonín Švehla vyhlásili 28. října 1918 samostatný československý stát.